# Puritáni

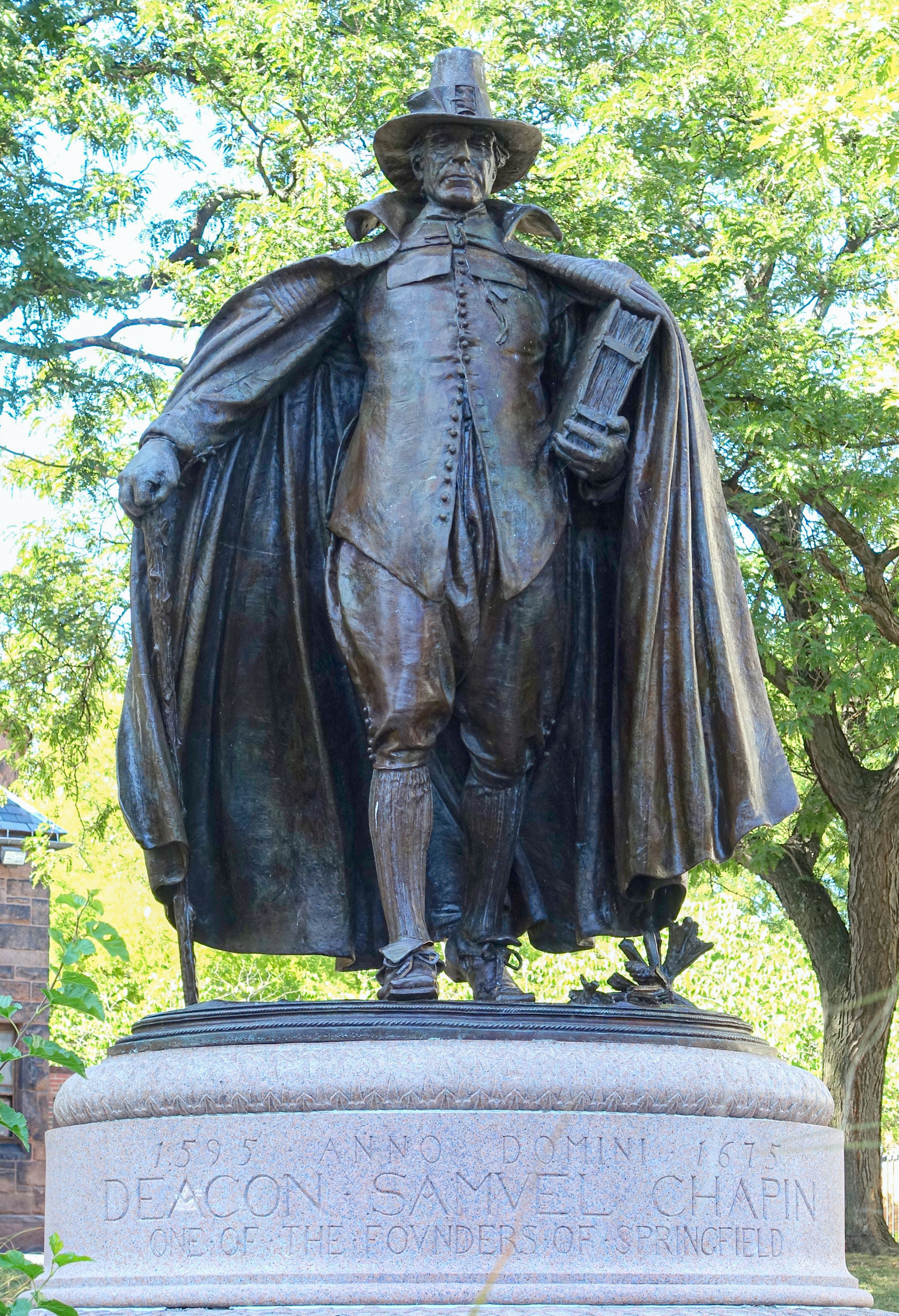
Socha puritána ve Springfieldu v americkém státě Massachusetts

Termínem puritáni (z lat. puritas, čistota, ryzost) se označují křesťanské skupiny, které vznikly jako výsledek anglické reformace, kterou započal Jindřich VIII. Tudor v 16. století. Samotné puritánské skupiny se však začaly objevovat především za vlády Alžběty I., byly to skupiny nekonformních věřících, které nebyly spokojeny s dopady reformace v Anglii. Puritánské myšlenky se šířily především v presbyteriánských (církev vedena volenými staršími, namísto biskupů) kruzích a skupinách, které kladly silný důraz na kongregacionalismus (důraz na lokální autonomii a samosprávu křesťanských skupin). Puritáni byli velice ovlivněni spisy a učením Jana Kalvína. Proto u této křesťanské skupiny můžeme pozorovat odpor ke katolické ikonografii a velký důraz na porozumění Bibli a na kázání.

## Historický vývoj reformace po Jindřichovi VIII.
Reformace za vlády Jindřichových nástupců nabrala značných zvratů. Přestože se anglikánská církev oficiálně distancovala od církve římskokatolické, nedistancovala se od katolické teologie a liturgie, které zůstávaly do velké míry nezměněné. Větší změny se udály za vlády Eduarda VI., kdy se reformace církve aktivně chopil tehdejší arcibiskup Thomas Cranmer, který zavedl do anglikánské církve řadu protestantských prvků, včetně odmítání celibátu. Cranmer se také podílel na prvním vydání Knihy společných modliteb (Book of Common Prayer), která se stala jedním z ústředních textů anglikánské církve a kterou puritáni odmítali.
Reformaci se přestalo dařit za vlády Marie I. Tudorovny, která se poněkud drastickými metodami snažila o návrat ke katolictví, za což si vysloužila přezdívku „Krvavá Marie“. Věci se ustálily až za vlády Alžběty I., která zrušila perzekuci protestantů prosazovanou její předchůdkyní a pomohla roku 1559 ustanovit „Zákon o jednotnosti“ (Act of Uniformity), který zavedl Knihu společných modliteb jako závaznou formu liturgie v anglikánské církvi.
Po všech těchto změnách však radikálnější puritánské skupiny stále viděly na anglikánské církvi příliš katolických prvků a po vzoru kalvinistického učení usilovaly o jejich odstranění. Právě díky těmto názorům na očištění anglikánské církve od katolických vlivů si puritáni vysloužili své jméno. Dalších represí se puritánské skupiny dočkaly za vlády Jakuba I. Stuarta a Karla I. Stuarta, kteří se snažili vymýtit nekonformní kalvinistické skupiny z Anglie. Právě v této době velké množství puritánských skupin emigruje kvůli perzekuci do Holandska a do kolonií v Severní Americe. Během let 1620–1640 emigrovalo na území Nové Anglie odhadem 20 000 puritánů.
Po popravě Karla I. Stuarta se vlády chopil Oliver Cromwell a z Anglie se na krátkou dobu stala republika. Cromwell byl sám zastáncem kongregacionalismu, proto bylo také v této době zrušeno episkopální (církev řízena dosazovanými biskupy) zřízení církve. Zrušen byl také Zákon o jednotnosti, stejně jako používání Knihy společných modliteb. Místo ústředního textu se nové církevní zřízení snažilo nahradit knihou s názvem Directory for public worship, většina farností však zachovávala předchozí liturgickou pomůcku. V této době se velice rozšířilo označení puritán. Po opětovném nastolení monarchie v roce 1660 se situace pro puritánské skupiny rapidně změnila. Nový panovník Karel II. Stuart se znovu vrátil k církevnímu zřízení, které panovalo před popravou jeho otce. Zákon o jednotnosti byl znovu s malými úpravami přijat v roce 1662 a s ním i upravená verze Knihy společných modliteb. Jako následek těchto změn byl z církve vyhnán značný počet duchovních s puritánským smýšlením, tyto události vstoupily do historie pod označením „Velké vyhnání“. Toto vyhnání způsobilo rozdrobení různých puritánských skupin po Evropě, což často vedlo k asimilaci puritánů do společnosti, ve které se usadili. Puritáni vytvořili početnou více méně sourodou denominaci pouze na území Nové Anglie.

## Struktura a teologie
Puritáni původně nebyli typickou náboženskou denominací, ani neměli žádného zřetelného vůdce. Byli spíše pomíchanou skupinou anglických reformátorů z 16. a 17. století. K těmto reformátorům se řadili jak laici, tak klér. Byli mnohem víc diversifikovaní, než se může z dnešního úhlu pohledu zdát. I když sdíleli v jádru podobné hodnoty, lišily se jejich pohledy na problémy, jako byla např. organizace církve – mezi puritány bychom našli jak kongregacionalisty, tak i episkopalisty. Rovněž názory na podobu reformace se lišily, takže pojem puritán zastřešoval příznivce limitované monarchie, parlamentní vlády, neomezeného parlamentarismu nebo často revoluce. Puritanismus se vynořil v Anglii za tudorovské éry, přičemž stavěl na myšlenkách lidí jako William Tyndale, John Frith, John Bale, John Hooper nebo John Bradford.
O jednotné teologii v případě puritánů mluvit nelze, ale lze mluvit o společných znacích, kterými se vyznačují. Mezi takovéto znaky patří např. koncept božího společenství, důraz na svědomí nebo tzv. „smluvní teologie“.  Pro puritány je důležitá zejména zbožnost, která je formována jejich chápáním světa. Puritáni chápou svět i člověka jako dokonalý Boží výtvor, a tuto dokonalost je třeba odrážet i v každodenním životě, proto puritáni kladou důraz na disciplinovaný, spořádaný život.
Puritáni do velké míry převzali kalvinistickou teologii. Stavěli svoje učení na myšlenkách z Bible, podle kterých chtěli řídit stát jako takový. Prosazovali decentralizaci moci, úplné odloučení od římských (papežských) obřadů, a zejména zrušení institutu anglikánského biskupa. V těchto bodech vycházejí zejména z Kalvínovy představy o člověku, který je náchylný ke hříchu a své spásy musí dosáhnout prostřednictvím víry, jako člen reformované církve. Avšak mnozí puritáni se separatistickým smýšlením se chtěli od církve distancovat kompletně a nesnažili se ji dále reformovat. Britský kalvinismus byl inspirován myšlenkami „teologie smlouvy“. Bůh uzavřel s lidmi, či konkrétně i se samotným Adamem několik typů smluv, avšak žádné takovéto myšlenky nejsou přímo v Kalvínových dílech obsaženy. Dále se s Kalvínovým učením rozchází v představách o usmíření, či o osobním spasení, které je možné, ale je vzdálené od víry v ujištění o spáse. Puritáni uznávají spásu pouze pro vyvolené, což si s Kalvínovou představou opět protiřečí.
Puritáni rovněž většinou přebírají pět zásad kalvinismu, také známými pod zkratkou z angličtiny „TULIP“. Tyto zásady se staly klíčovými pro mnoho puritánských skupin a denominací, které z puritánství později vycházejí.

## Skupiny vycházející z puritánů
Puritáni se navzájem ovlivňovali se skupinami, které se stejně jako oni inspirovaly v učení Jana Kalvína. To však neznamená, že by vztahy mezi těmito skupinami byly pozitivní. Často mezi nimi a puritány, i mezi puritány navzájem, vznikaly spory, to platí dvojnásob o situaci v Severní Americe. Jednou ze skupin byly presbyteriáni, odvozené od řeckého slova starší. Za zakladatele je označován John Knox. Podobně jako puritáni i presbyteriáni zakládali nové obce v Severní Americe. V teologii se od myšlenek puritánů liší několika málo prvky, více se přibližují katolické církvi. Odmítají náboženské symboly, ponechávají koncepty Nejsvětější trojice, Zmrtvýchvstání, Poslední večeře, aj. Za jedinou autoritu považují podobně jako puritáni pouze Bibli. Jistou odlišnost od puritánů lze spatřit ve výzdobě kostelů, např. vyobrazeními ze života Ježíše Krista nebo výjevů z Bible.
Další skupinou, na které se dá pozorovat vliv puritánských myšlenek, jsou kvakeři, založeni Georgem Foxem. Jejich teologie je založena na myšlence Ducha Božího, který hovoří (krom Bible) prostřednictvím „vnitřního světla“ Božího hlasu. Toto světlo je obsaženo v každém člověku, a proto je při obřadech důležité naprosté ticho. Člověk takto osvícený se údajně dostává do záchvatu, a proto svůj název odvozují od anglického slova quake (třást se). Zároveň odmítají dogmata, svátosti, instituci kněze, a zavádějí předpisy, které se vyznačují pacifismem a rovností lidí.
Jednou z dalších skupin jsou baptisté. Tento sbor byl v roce 1609 založen Thomasem Helwysem a Johnem Smythem v Nizozemsku. Ve své nauce odmítali křest dětí a uznávali pouze křest dospělých. Zároveň jako jedinou autoritu uznávali Bibli. Kladli důraz na odluku církve od státu, samostatné sbory, náboženskou svobodu a náboženské a sociální misie. 

## Puritáni v Nové Anglii
Na území Severní Ameriky nejprve vznikla kolonie Plymouth, založena separatistickými puritány vedenými Williamem Bradfordem, kteří připluli na lodi Mayflower v roce 1620. Většina příchozích puritánů se však později usazovala v kolonii Massachusetts, což bylo jedno z míst, kde se skupinám s puritánským smýšlením podařilo vytvořit větší, do jisté míry sourodou denominaci. Na území kolonie měli správu pevně v rukou puritáni, kteří nebyli příliš tolerantní vůči ostatním formám křesťanství jako baptisté nebo kvakeři. Puritáni v kolonii Massachusetts povětšinou sdíleli názor, že reformace církve v Anglii může stále být dokončena a nechtěli se od ní plně oddělit. To byl jeden z důvodů vypuzení Rogera Williamse, původně puritánského kazatele, který mimo své separatistické názory požadoval také náboženskou toleranci. Williams unikl na jih a založil nábožensky tolerantní osadu Providence, základ budoucí kolonie Rhode Island. Později se k němu připojila Anne Hutchinsonová, která byla vyhnána kvůli teologickým rozporům s vůdčími postavami kolonie.

## Významné puritánské osobnosti v Nové Anglii

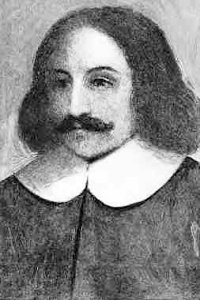
William Bradford

### William Bradford (1590–1657)
Byl jedním z „Otců poutníků“, kteří připluli s cílem trvalého osídlení amerického kontinentu na lodi Mayflower. Aktivně se podílel na založení kolonie Plymouth, stejně jako na její pozdější správě. Byl několikrát zvolen guvernérem kolonie.
Stejně jako většina jeho spolucestujících byl Bradford anglický protestant se separatistickým smýšlením, chtěl se kompletně distancovat od struktury anglikánské církve. Ještě za vlády Alžběty I. se Bradford seznámil s Richardem Clyftonem, kazatelem s puritánskými názory na reformu církve, který výrazně ovlivnil Bradfordovo náboženské smýšlení. Po Alžbětině smrti se stal králem Anglie Jakub I. Stuart, který nebyl příznivě nakloněn dalším reformám uvnitř anglikánské církve a lidé stejného smýšlení jako Clyfton či Bradford čelili perzekucím. Proto skupina věřících vedená Clyftonem, stejně jako různé další skupiny, dospěla k názoru, že jediným řešením je kompletní oddělení od anglikánské církve. Roku 1607 skupina po značných nesnázích emigrovala do nábožensky tolerantnějšího Holandska a později do Severní Ameriky, kde založila kolonii Plymouth.

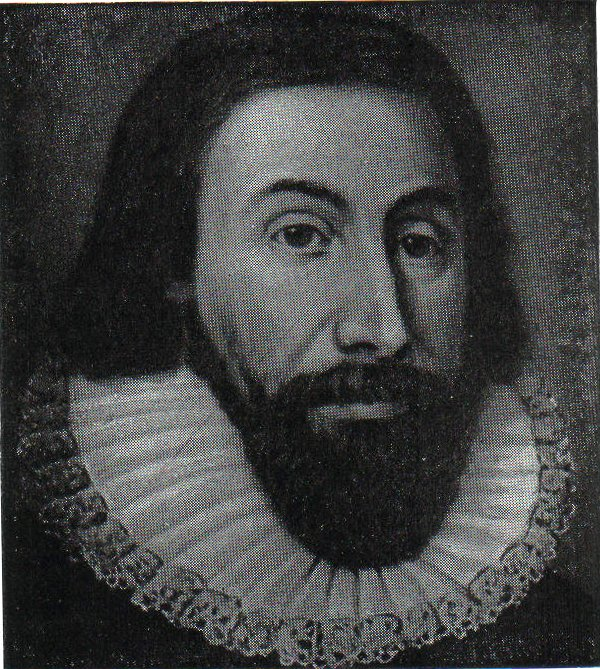
John Winthrop

### John Winthrop (1587/1588–1649)
Byl anglický právník s puritánskými názory na reformu církve a jeden z hlavních zakladatelských postav kolonie Massachusetts.
Narodil se do poměrně majetné rodiny na anglickém území Suffolk ve městě Edwardstone. Později začal působit jako právník ve městě Groton, kde se nacházelo rodinné sídlo Winthropů, které John zdědil roku 1613. Významnějšího postavení dosáhl John Winthrop v Londýně, kde byl dosazen do významného soudního úřadu, stále se však vracel za rodinou do města Groton.
Když se roku 1625 chopil trůnu Karel I. Stuart, čelili reformě naladění „zbožní“ dalším perzekucím a mnoho z nich začalo uvažovat o emigraci na nový kontinent. Roku 1628 dostala Massachusetts Bay Company povolení k osídlení části území, dnes známého jako Nová Anglie. Krátce poté byla poslána první skupina osadníků vedená Johnem Endecottem, kteří měli připravit podmínky pro další osidlování.
Winthrop navázal užší vztahy s Massachusetts Bay Company po té, co Karel I. Stuart nechal roku 1629 rozpustit parlament a zahájil novou vlnu perzekucí proti reformistům, kvůli které Winthrop přišel o svou významnou úřední pozici. Winthrop se proto rozhodl pro emigraci a 8. května roku 1630 vyplul na lodi Arbella spolu s dalšími kolonisty (převážně stejného náboženského smýšlení jako Winthrop) osídlit nový kontinent. Pravděpodobně na palubě této lodi prezentoval Winthrop své proslulé kázání Vzor křesťanské lásky (A Model of Christian Charity), ve kterém přirovnává cestu přes Atlantik ke starozákonnímu Exodu a předkládá svůj obraz nové společnosti, kterou metaforicky nazývá „Město na kopci“ (City upon a Hill). Tato fráze byla důležitá pro politický život kolonií i pozdějších Spojených států amerických až do současnosti.
Winthrop od svého příjezdu až do své smrti zastával významné pozice ve správě kolonie. Kolonie Massachusetts se stala útočištěm pro různé skupiny s puritánskými názory, které prchaly před perzekucemi v Anglii. Tehdejší poměry v kolonii však byly značně vzdáleny náboženské toleranci, která panuje na území Spojených států amerických dnes. Wintrop a další chtěli, aby byla kolonie spravována pouze lidmi se správným náboženským vyznáním. Proto byla řada jedinců perzekvována z náboženských důvodů, příkladem může být Anne Hutchinsonová nebo Roger Williams, kteří byli z kolonie vyhoštěni. Tyto netolerantní praktiky však přispěly ke krystalizaci puritánství jako samostatné víceméně sourodé denominace, protože se stanovovalo, co je a co naopak není přijatelnou praxí pro „zbožné“ jedince. To pak působilo jako jednotící proces pro skupiny s různými praktikami, které přicházely žít na území kolonie.